# Nactus kunan
Nactus kunan is een gekko uit de familie van de Gekkonidae

## Naam en indeling
De wetenschappelijke naam van de soort werd voor het eerst voorgesteld door Robert N. Fisher en George Robert Zug. Het eerste exemplaar is ontdekt in 2010, de wetenschappelijke beschrijving volgde in 2012.

## Verspreiding en habitat
De gekko leeft in delen van Azië en komt endemisch voor op het eiland Manus, dat deel uitmaakt van de Admiraliteitseilanden die behoren tot Papoea-Nieuw-Guinea. De habitat bestaat uit vochtige tropische en subtropische laaglandbossen. Ook in door de mens aangepaste streken zoals landelijke tuinen kan de hagedis worden gevonden. De soort is aangetroffen op een hoogte van ongeveer 200 meter boven zeeniveau.

## Uiterlijke kenmerken
De gekko is geel met zwart gekleurd en bereikt een totale lichaamslengte van ongeveer veertien centimeter. De wetenschappelijke naam kunan ("hommel" in de lokale taal op de vindplaats) verwijst naar de hommelachtige zwart met gele kleuring van deze gekko.

## Beschermingsstatus
Door de internationale natuurbeschermingsorganisatie IUCN is de beschermingsstatus 'onzeker' toegewezen (Data Deficient of DD).